# 忽剌出
忽剌出（？—1286年），元朝蒙古人，涿州路达鲁花赤直脱儿的孙子。
开始承袭伯父哈兰术之职，为益都路蒙古万户、昭勇大将军。1274年起，先后攻南宋六安军、占安庆。在丁家洲之战击败孙虎臣。焦山之战，身被数伤，裹创力战，击败张世杰，跟随伯颜在长桥击败宋军，攻克常州。1276年，取杭州，跟随阿术攻打淮东，战胜李庭芝，最后平定江南。曾多次击败宋军，并获战船数十艘。南宋亡，担任湖州路达鲁花赤。1277年，担任镇国上将军、淮东宣慰使、奉命守上都。1278年，为南台御史中丞。1282年，担任福建行省左丞，在闽镇压黄华起事。1283年，改任江淮行省右丞、荣禄大夫，1286年，官至江浙行省平章政事，在任上去世。

## 延伸阅读
[在维基数据编辑]
 《元史·卷123》，出自宋濂《元史》
 《元史/卷133》，出自宋濂《元史》
 《新元史/卷161》，出自柯劭忞《新元史》